# 605 Juvisia
605 Juvisia este un asteroid din centura principală, descoperit pe 27 august 1906, de Max Wolf.